# Antrostomus
Antrostomus é um gênero de bacuraus nativos do Novo Mundo, ocorrendo desde os Estados Unidos até a Argentina. Os membros deste táxon eram antes agrupados junto às espécies do gênero Caprimulgus.

## Descrição
Os noitibós e bacuraus do gênero Antrostomus são encontrados no Novo Mundo e, como outros caprimulgídeos, costumam nidificar no chão. São principalmente ativos no final da noite e no início da manhã, e se alimentam predominantemente de mariposas e outros grandes insetos voadores. A maioria tem pés pequenos, de pouca utilidade para caminhar, a plumagem é de cor criptográfica para se assemelhar a cascas ou folhas secas. Possuem bicos relativamente longos e portam de cerdas rictais. Algumas espécies, invulgarmente para as aves, empoleiram-se horizontalmente em galhos, em vez de uma maneira vertical, o que ajuda na camuflagem durante o dia. As espécies de áreas temperadas são migratórias, invernando nos trópicos. Muitos têm cantos mecânicos repetitivos.

## Taxonomia
Essas espécies foram anteriormente colocadas no gênero Caprimulgus, mas foram movidas para o gênero Antrostomus com base nos resultados de um estudo filogenético molecular publicado em 2010. O gênero Antrostomus foi sugerido pela primeira vez pelo naturalista francês Charles Bonaparte em 1838 com o noitibó-carolino (Antrostomus carolinensis) como espécie-tipo. O nome genérico combina o grego antigo antron que significa "caverna" e stoma que significa "boca".

## Espécies
Possui treze espécies reconhecidas, distribuídas por toda a América. Classificação de acordo com o Congresso Ornitológico Internacional e Paixão et al.
| Imagem | Nome científico                         | Nome comum                | Distribuição |
| ------ | --------------------------------------- | ------------------------- | ------------ |
|        | Antrostomus carolinensis Gould, 1838    | Noitibó-carolino          |              |
|        | Antrostomus vociferus Wilson, 1812      | Noitibó-cantor            |              |
|        | Antrostomus arizonae Brewster, 1881     | Noitibó-do-arizona        |              |
|        | Antrostomus rufus Boddaert, 1783        | João-corta-pau            |              |
|        | Antrostomus cubanensis Lawrence, 1860   | Bacurau-cubano            |              |
|        | Antrostomus salvini Hartert, 1892       | Bacurau-de-nuca-acanelada |              |
|        | Antrostomus ridgwayi Nelson, 1897       | Bacurau-de-nuca-dourada   |              |
|        | Antrostomus sericocaudatus Cassin, 1849 | Bacurau-rabo-de-seda      |              |
|        | Antrostomus noctitherus Wetmore, 1919   | Bacurau-porto-riquenho    |              |
|        | Antrostomus saturatus Salvin, 1870      | Bacurau-fuliginoso        |              |
|        | Antrostomus ekmani Lönnberg, 1929       | Bacurau-de-são-domingos   |              |
|        | Antrostomus badius Bangs & Peck, 1908   | Bacurau-maia              |              |